# Кипнис, Цфания-Гедалия Яковлевич
Цфания-Гедалия Яковлевич Кипнис (1905—1982) — советский художник и скульптор.
Родился на Житомирщине. Учился в гимназии на иврите, участник движений Ха-шомер ха-цаир и Хехалуц.
Учился в Киевской еврейской художественно-промышленной школе Культур-лиги, ученик графика, живописца, скульптора и театрального художника Марка Исаевича Эпштейна (род. 1899, Бобруйск).
Театральный художник. Автор памятника советским бойцам в Германии. Художник-оформитель книг. Член Союза художников БССР, участник выставок.
Участник Великой Отечественной войны. Награждён четырнадцатью боевыми наградами, орденами и медалями.
В Израиле с 1973 года.

## Сценография
- Белорусский государственный театр кукол 1945, 1952
- Волшебные подарки[5]